# Aigre (Charente)
Pour les articles homonymes, voir Aigre.
Aigre est une commune du Sud-Ouest de la France située dans le département de la Charente, en région Nouvelle-Aquitaine.

## Géographie

### Géographie physique

#### Localisation
Aigre est située au nord-ouest de la Charente à une quarantaine de kilomètres au nord d'Angoulême. La ville se trouve aux confins des anciennes provinces de l'Angoumois, de la Saintonge et du Poitou.

#### Géomorphologie et relief
Le sol de la commune appartient au calcaire du Jurassique du Bassin aquitain, comme toute la moitié nord du département de la Charente. La commune est sur le Jurassique supérieur, plus précisément le Kimméridgien. Une petite zone de grèzes datant du Quaternaire couvre ce plateau au sud-ouest de la commune, et des alluvions (limons et argiles) recouvrent la vallée de l'Aume. Les alluvions les plus anciennes se sont accumulées en terrasses, principalement au nord de la commune,,,.
Le relief de la commune est celui d'un plateau assez vallonné descendant vers le centre où se trouve la vallée de l'Aume.
Dans cette vallée se trouve la ville d'Aigre. Le point culminant est à une altitude de 151 m, situé au nord-est dans la forêt de Tusson. Le point le plus bas est à 60 m, situé le long d'un bras de l'Aume à l'extrémité sud-est de la commune. La ville d'Aigre, construite dans une ancienne boucle de la rivière, est à 65 m d'altitude, et le bourg de Villejésus, construit au bord de la vallée, est à 75 m d'altitude.

#### Hydrographie

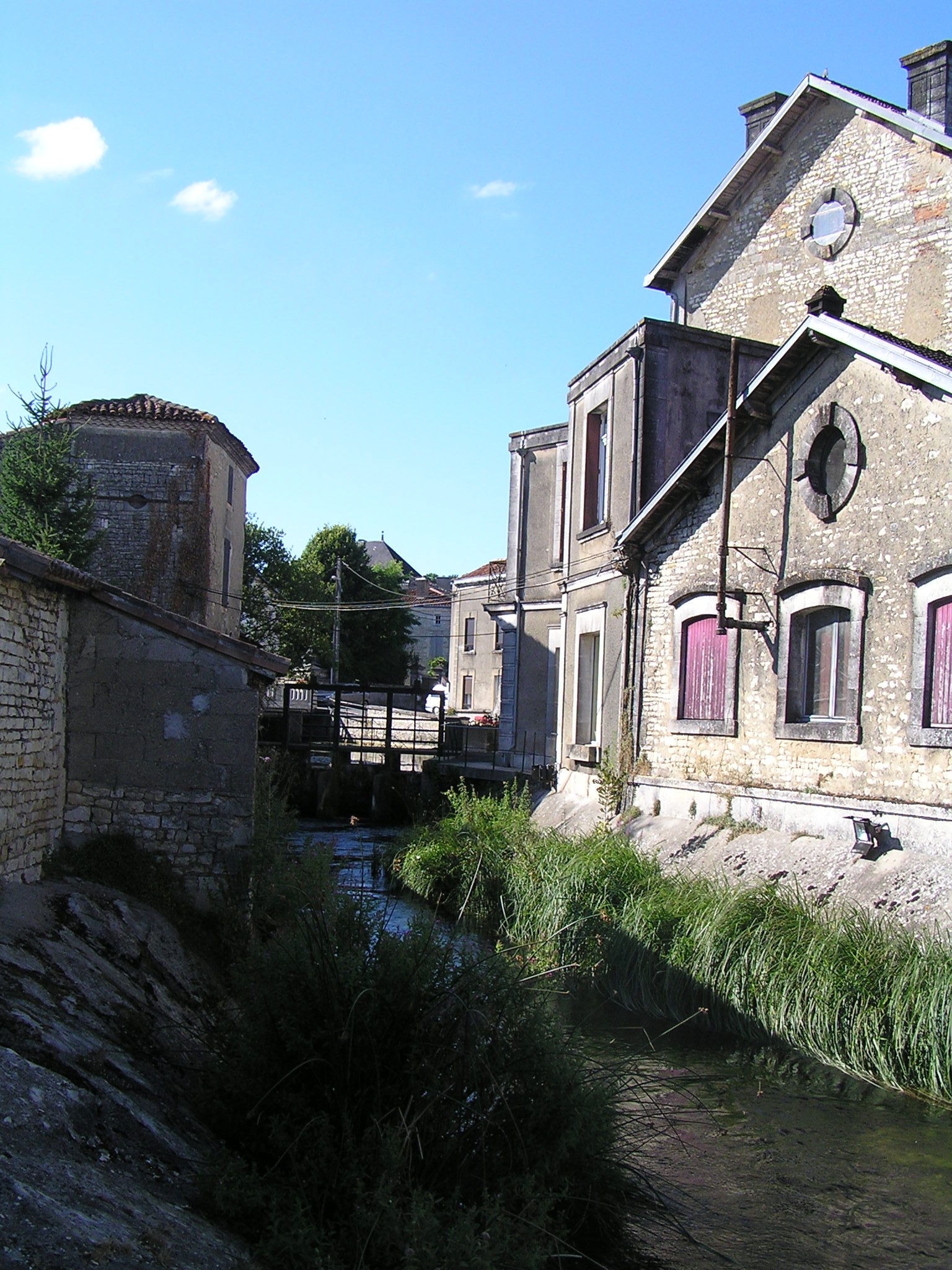
Le canal.
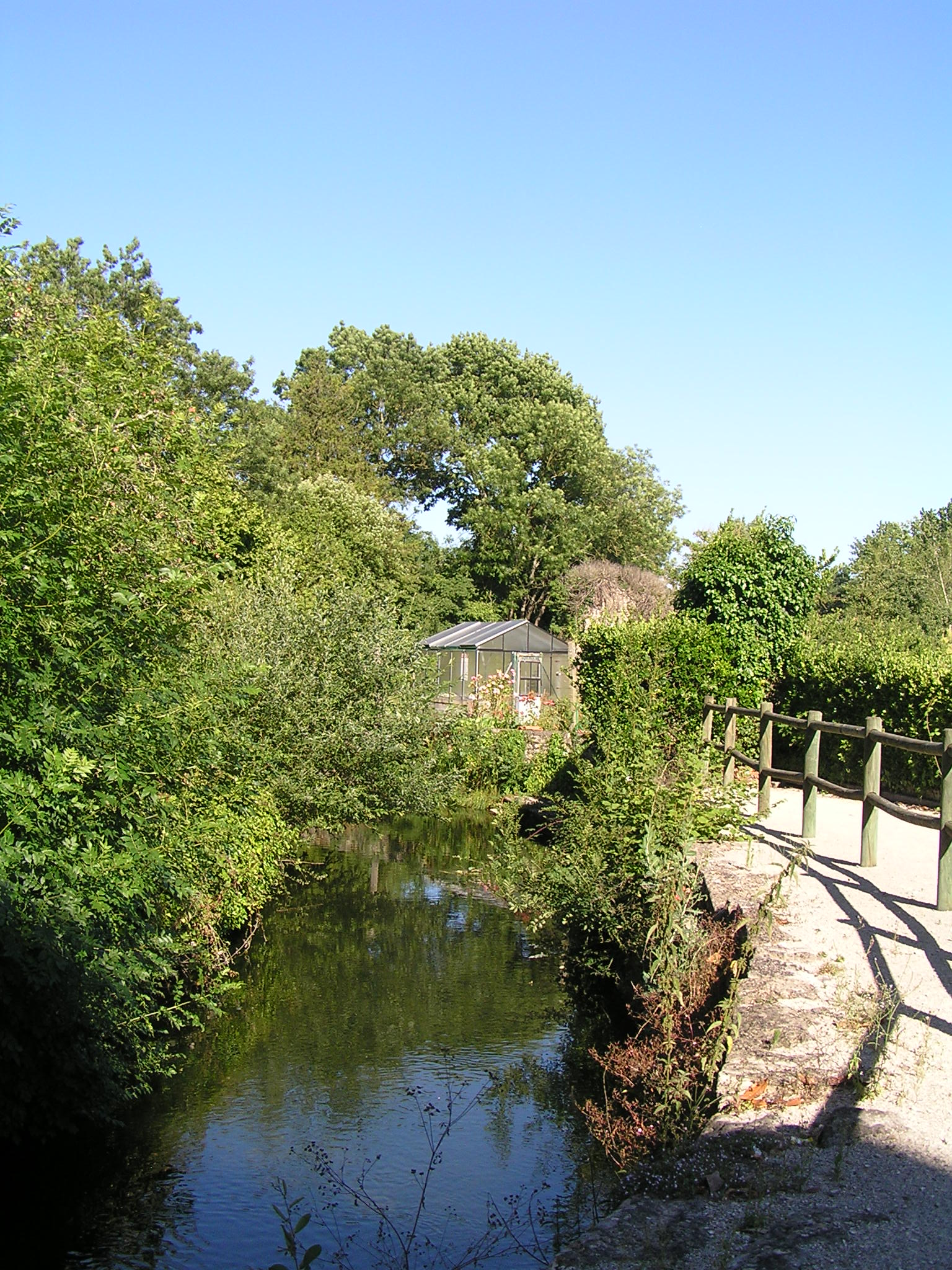
Les jardins.

Deux cours d'eau référencés par le Sandre traversent la commune.
Il s'agit de l'Aume affluent de la Charente et du ruisseau de Siarne affluent de l'Aume.
L'Aume prend sa source à Bouin (Deux-Sèvres) et se jette dans le fleuve Charente à Ambérac. Elle traverse la ville d'Aigre, construite principalement sur sa rive droite.
L'Aume se divise en plusieurs bras, dont certains traversent le vieux bourg.
Le ruisseau de Siarne, à sec en été, se jette dans l'Aume à l'extrémité nord de la commune.
On trouve aussi quelques fontaines comme la Font du Geau, ou au pied du château de Crève-Cœur.

#### Climat
Aigre bénéficie d'un climat océanique aquitain, mais comme tout le département Aigre a subi la seconde tempête de fin décembre 1999, la tempête Martin et la tempête Klaus en 2009, ainsi qu'une inondation mémorable en décembre 1982.

### Géographie humaine

#### Urbanisme et aménagement du territoire
La commune d'Aigre présent un habitat relativement dispersé. Si l'essentiel de la population se concentre au chef-lieu de commune Aigre, depuis le 1er janvier 2019, la commune de Villejésus s'est associée à la commune d'Aigre.

#### Hameaux et lieux-dits
Les principaux hameaux sont : l'Ouche et Saint-Méxant au nord-ouest, et la commune ne compte que quelques fermes isolées comme la Combe et Cessac, ainsi que le lotissement de la Broussette et le château de Crève-Cœur à l'ouest. Au sud-est, la Servanterie, la zone du collège du Renclos et Aizet en limite avec Marcillac-Lanville sont quasiment collés au noyau urbain.
Hameaux de l'ancienne commune de Villejésus :
- la Motte ;
- les Granges ;
- la Chaussée ;
- Basleville ;
- le Redour ;
- Saint-Aubin ;
- Chollet ;
- les Loges, qui furent construites en 1800, lors de l'exploitation de la forêt, pour y loger les commis et ouvriers ;
- le Champ-Cavreau ;
- le Bois-Gaulis ;
- Fontbrun (ferme et un manoir).

#### Activité économique et de services
Le commerce de proximité et l'artisanat sont les activités dominantes de la commune avec les services de santé de proximité et les établissements d'enseignement élémentaire et secondaire.

#### Voie de communication et transports
Le département de la Charente n'est pas irrigué par le réseau autoroutier français, l’accès par l'autoroute A10 se fait via la nationale 10 par la sortie  30 Poitiers-Sud au nord et via l'ancienne nationale 739 par la sortie  34  Saint-Jean-d'Angély à l'ouest.
La commune est traversée par trois anciennes routes nationales : la RD 739 relie Tonnay-Charente à Fontafie, la RD 736 qui relie de Ruffec à Saint-Fort-sur-le-Né et la RD 737 qui relie de Nanteuil à Angoulême.
La gare locale est la gare de Luxé sur la Ligne Paris - Bordeaux. Elle est desservie par le réseau TER Nouvelle-Aquitaine et le TGV y passe sans s'arrêter. La ligne Saint-Angeau-Segonzac passait autrefois à Aigre.
L'aéroport le plus proche est l'aéroport international Angoulême-Cognac.

### Communes limitrophes

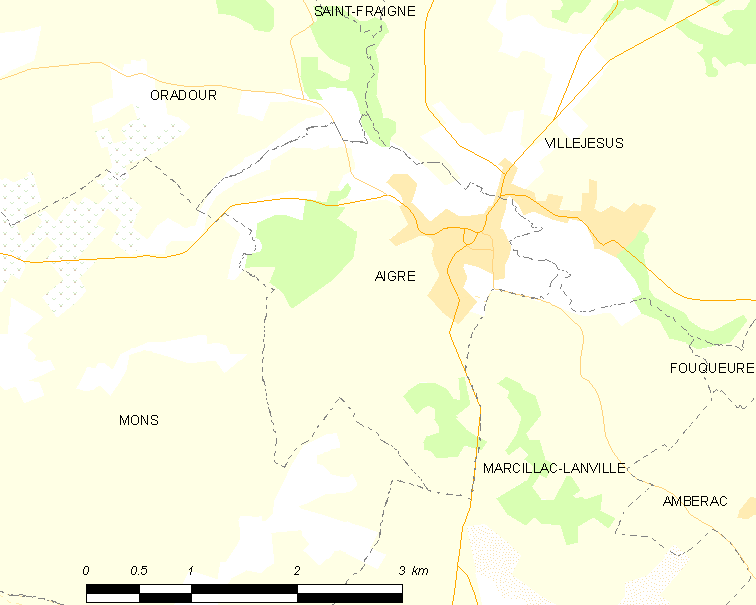
Le plan de la commune

| Saint-Fraigne | Ébréon             | Tusson    |
| Oradour       | Aigre              | Fouqueure |
| Mons          | Marcillac-Lanville |           |

### Hydrographie
Aigre est baignée par l'Aume.
- Le canal.
- Les jardins.

### Risques majeurs
Le territoire de la commune d'Aigre est vulnérable à différents aléas naturels : météorologiques (tempête, orage, neige, grand froid, canicule ou sécheresse), inondations et séisme (sismicité modérée). Un site publié par le BRGM permet d'évaluer simplement et rapidement les risques d'un bien localisé soit par son adresse soit par le numéro de sa parcelle.
Certaines parties du territoire communal sont susceptibles d’être affectées par le risque d’inondation par débordement de cours d'eau, notamment l'Aume et le ruisseau de la Couture. La commune a été reconnue en état de catastrophe naturelle au titre des dommages causés par les inondations et coulées de boue survenues en 1982, 1993 et 1999,.

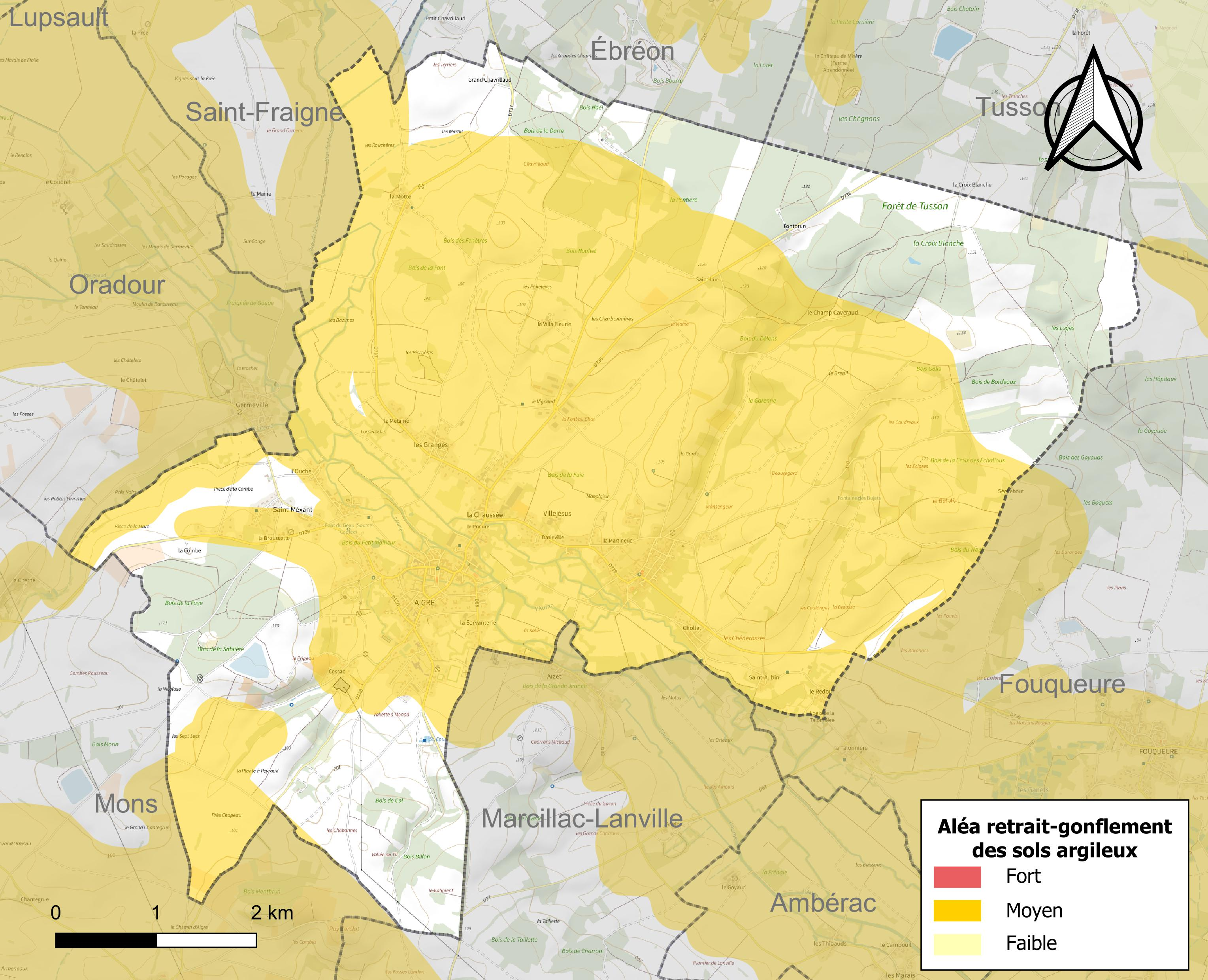
Carte des zones d'aléa retrait-gonflement des sols argileux d'Aigre.

Le retrait-gonflement des sols argileux est susceptible d'engendrer des dommages importants aux bâtiments en cas d’alternance de périodes de sécheresse et de pluie. 68,9 % de la superficie communale est en aléa moyen ou fort (67,4 % au niveau départemental et 48,5 % au niveau national). Sur les 960 bâtiments dénombrés sur la commune en 2019, 934 sont en aléa moyen ou fort, soit 97 %, à comparer aux 81 % au niveau départemental et 54 % au niveau national. Une cartographie de l'exposition du territoire national au retrait gonflement des sols argileux est disponible sur le site du BRGM,.
Par ailleurs, afin de mieux appréhender le risque d’affaissement de terrain, l'inventaire national des cavités souterraines permet de localiser celles situées sur la commune.
Concernant les mouvements de terrains, la commune a été reconnue en état de catastrophe naturelle au titre des dommages causés par la sécheresse en 1989 et 1992 et par des mouvements de terrain en 1999.

## Urbanisme

### Typologie
Au 1er janvier 2024, Aigre est catégorisée commune rurale à habitat dispersé, selon la nouvelle grille communale de densité à 7 niveaux définie par l'Insee en 2022.
Elle est située hors unité urbaine et hors attraction des villes,.

## Toponymie
Les formes anciennes sont Acria au XIIIe siècle. À la fin du XIIIe siècle, Aigre apparaît sous le nom d'Acriacis, puis Agria au XVIIe siècle.
Le village pourrait avoir été construit autour de la propriété d'un riche gallo-romain nommé Acrius,.

## Histoire
Il est fait mention d'une église au XIIIe siècle.
Du château situé au lieu-dit Saint-Méxant qui fut l'objet de travaux de fortifications en 1472 il ne subsistait que la fuie, l'enclos et les douves en 1906. La chapelle construite avant 1706 est elle aussi détruite. Ce fief était au XVe siècle aux mains d'un gentilhomme écossais, Wastre Vallantin, puis est passé au XVIIe siècle en possession de la famille Poisson de Saint-Maixant, originaire de l'Aunis.
Aigre appartenait à la châtellenie de Marcillac et était une très pauvre vicairie de l'archiprêtré d'Ambérac, sans titulaire, annexée à celle de Mons depuis le XVe siècle. En 1789, la cure d'Aigre est enfin pourvue.
Marie de Médicis s'arrêta à Aigre en 1619.
Au XVIe siècle, une grande partie de la population passe à la Réforme et Aigre forma avec Marcillac une paroisse protestante de la province synodale du Poitou. Après que les seigneurs de La Rochefoucauld sont revenus au catholicisme, le culte est interdit à Marcillac en 1665, puis le 31 mars 1667 une sentence du grand sénéchal de Poitou ordonne la fermeture du lieu de culte d'Aigre,,.
Le 1er janvier 2019, Villejésus est intégrée à Aigre qui devient une commune nouvelle, ceci est acté par un arrêté préfectoral du 28 septembre 2018.

## Politique et administration

### Administration municipale
| Période                                  | Période  | Identité          | Étiquette | Qualité                      |
| ---------------------------------------- | -------- | ----------------- | --------- | ---------------------------- |
| av.1958                                  | ?        | Yves Pineau       | Gaulliste | Médecin                      |
| Les données manquantes sont à compléter. |          |                   |           |                              |
| 2001                                     | 2008     | Philippe Combaud  | SE        | Assureur                     |
| 2008                                     | 2020     | Jean-Paul Ayrault | DVD       | Technicien agricole retraité |
| 2020                                     | En cours | Renaud Combaud    |           |                              |
| Les données manquantes sont à compléter. |          |                   |           |                              |

### Fiscalité
La fiscalité est d'un taux de 16,05 % sur le bâti, 49,81 % sur le non bâti, 7,13 % pour la taxe d'habitation  et 11,48 % de taxe professionnelle (chiffres 2007).
La communauté de communes  prélève  2,61 % sur le bâti, 6,06 % sur le non bâti, 1,09 % pour la taxe d'habitation et 1,45 % de taxe professionnelle.

### Tendances politiques

#### Élection présidentielle de 2002
Inscrits : 789 - Abst. : 19,52 % - Jacques Chirac : 504 voix (84,28 %) - Jean-Marie Le Pen : 94 voix (15,72 %)

#### Élection présidentielle de 2007
Inscrits : 751 - Abst. : 13,45 % - Nicolas Sarkozy : 374 voix (58,90 %) - Ségolène Royal : 261 voix (41,10 %)

#### Élection présidentielle de 2012
Inscrits : 724 - Abst. : 15,61 % - Nicolas Sarkozy : 305 voix (52,32 %) - François Hollande : 278 voix (47,68 %)
(Source : Ministère de l'Intérieur[réf. incomplète])

### Politique environnementale
Dans son palmarès 2024, le Conseil national de villes et villages fleuris de France a attribué deux fleurs à la commune.

### Jumelages
- Fahrenkrug (Allemagne) depuis 1987

## Démographie
Les habitants sont nommés les Aigrinois et les habitantes les Aigrinoises.

### Évolution démographique
L'évolution du nombre d'habitants est connue à travers les recensements de la population effectués dans la commune depuis 1793. Pour les communes de moins de 10 000 habitants, une enquête de recensement portant sur toute la population est réalisée tous les cinq ans, les populations de référence des années intermédiaires étant quant à elles estimées par interpolation ou extrapolation. Pour la commune, le premier recensement exhaustif entrant dans le cadre du nouveau dispositif a été réalisé en 2007.

En 2022, la commune comptait 1 600 habitants, en évolution de +45,72 % par rapport à 2016 (Charente : −0,48 %, France hors Mayotte : +2,11 %).
| 1793  | 1800  | 1806  | 1821  | 1831  | 1841  | 1846  | 1851  | 1856  |
| ----- | ----- | ----- | ----- | ----- | ----- | ----- | ----- | ----- |
| 1 310 | 1 428 | 1 383 | 1 423 | 1 564 | 1 662 | 1 688 | 1 755 | 1 689 |

| 1861  | 1866  | 1872  | 1876  | 1881  | 1886  | 1891  | 1896  | 1901  |
| ----- | ----- | ----- | ----- | ----- | ----- | ----- | ----- | ----- |
| 1 812 | 1 846 | 1 762 | 1 770 | 1 678 | 1 578 | 1 510 | 1 453 | 1 374 |

| 1906  | 1911  | 1921  | 1926  | 1931  | 1936  | 1946  | 1954  | 1962  |
| ----- | ----- | ----- | ----- | ----- | ----- | ----- | ----- | ----- |
| 1 406 | 1 449 | 1 343 | 1 310 | 1 208 | 1 210 | 1 188 | 1 177 | 1 243 |

| 1968  | 1975  | 1982  | 1990  | 1999  | 2006  | 2007  | 2012  | 2017  |
| ----- | ----- | ----- | ----- | ----- | ----- | ----- | ----- | ----- |
| 1 150 | 1 165 | 1 166 | 1 176 | 1 141 | 1 112 | 1 109 | 1 088 | 1 591 |

| 2022  | - | - | - | - | - | - | - | - |
| ----- | - | - | - | - | - | - | - | - |
| 1 600 | - | - | - | - | - | - | - | - |

### Pyramide des âges
La population de la commune est relativement âgée.
En 2018, le taux de personnes d'un âge inférieur à 30 ans s'élève à 23,5 %, soit en dessous de la moyenne départementale (30,2 %). À l'inverse, le taux de personnes d'âge supérieur à 60 ans est de 43,8 % la même année, alors qu'il est de 32,3 % au niveau départemental.
En 2018, la commune comptait 764 hommes pour 821 femmes, soit un taux de 51,8 % de femmes, légèrement supérieur au taux départemental (51,59 %).
Les pyramides des âges de la commune et du département s'établissent comme suit.
| Hommes | Classe d’âge | Femmes |
| ------ | ------------ | ------ |
| 2,2    | 90 ou +      | 6,1    |
| 13,2   | 75-89 ans    | 17,9   |
| 23,1   | 60-74 ans    | 24,7   |
| 21,0   | 45-59 ans    | 18,9   |
| 14,3   | 30-44 ans    | 11,4   |
| 12,1   | 15-29 ans    | 10,1   |
| 14,0   | 0-14 ans     | 11,0   |

| Hommes | Classe d’âge | Femmes |
| ------ | ------------ | ------ |
| 1      | 90 ou +      | 2,7    |
| 9,2    | 75-89 ans    | 12     |
| 20,6   | 60-74 ans    | 21,3   |
| 20,7   | 45-59 ans    | 20,3   |
| 16,8   | 30-44 ans    | 16     |
| 15,6   | 15-29 ans    | 13,4   |
| 16,1   | 0-14 ans     | 14,3   |

## Économie

### Agriculture
L'agriculture est principalement céréalière.
La viticulture occupe une petite partie de l'activité agricole. La commune est classée dans les Fins Bois, dans la zone d'appellation d'origine contrôlée du cognac.

### Industrie
Le moulin à blé, dit Moulin du Château qui date du XVIIIe siècle a été transformé au XIXe siècle en utilisant la force motrice de la turbine pour l'atelier de fabrication de la liqueur Angélus.
Actuellement, il est devenu la distillerie Gautier qui employait en 1990 32 personnes à l'usine et 20 commerciaux. Cognac Gautier a rejoint le groupe Berger en 1975, lui-même repris par le groupe Marie Brizard en 1995.

## Équipements, services et vie locale

### Enseignement
Le collège d'enseignement secondaire de l'Osme regroupe 180 à 200 élèves de la 6e à la 3e répartis dans huit classes.
Aigre possède aussi une école élémentaire comprenant quatre classes.

### Services
Chef-lieu de canton, Aigre bénéficie d'une gendarmerie et d'un centre de secours.

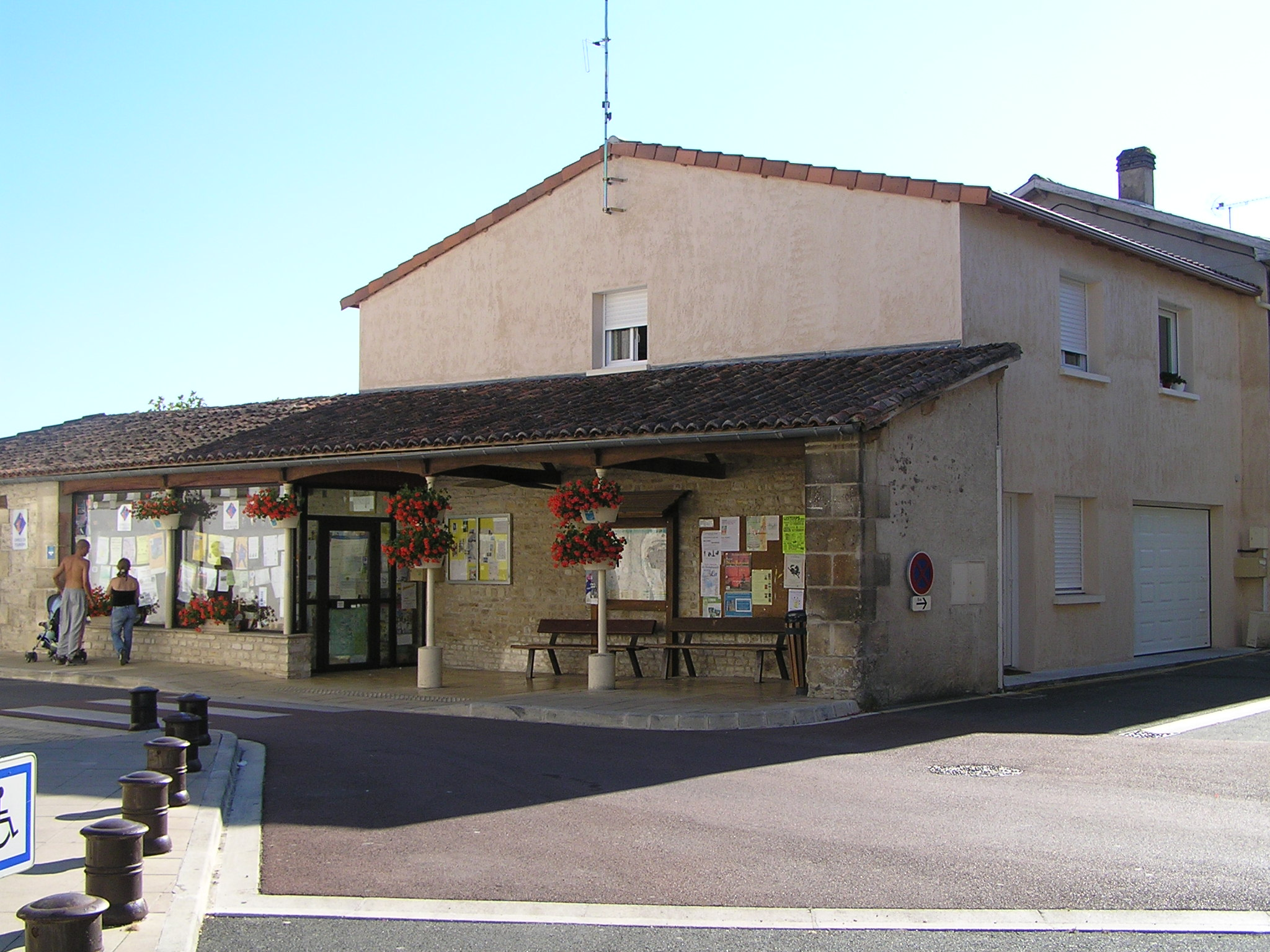
Syndicat d'initiative.
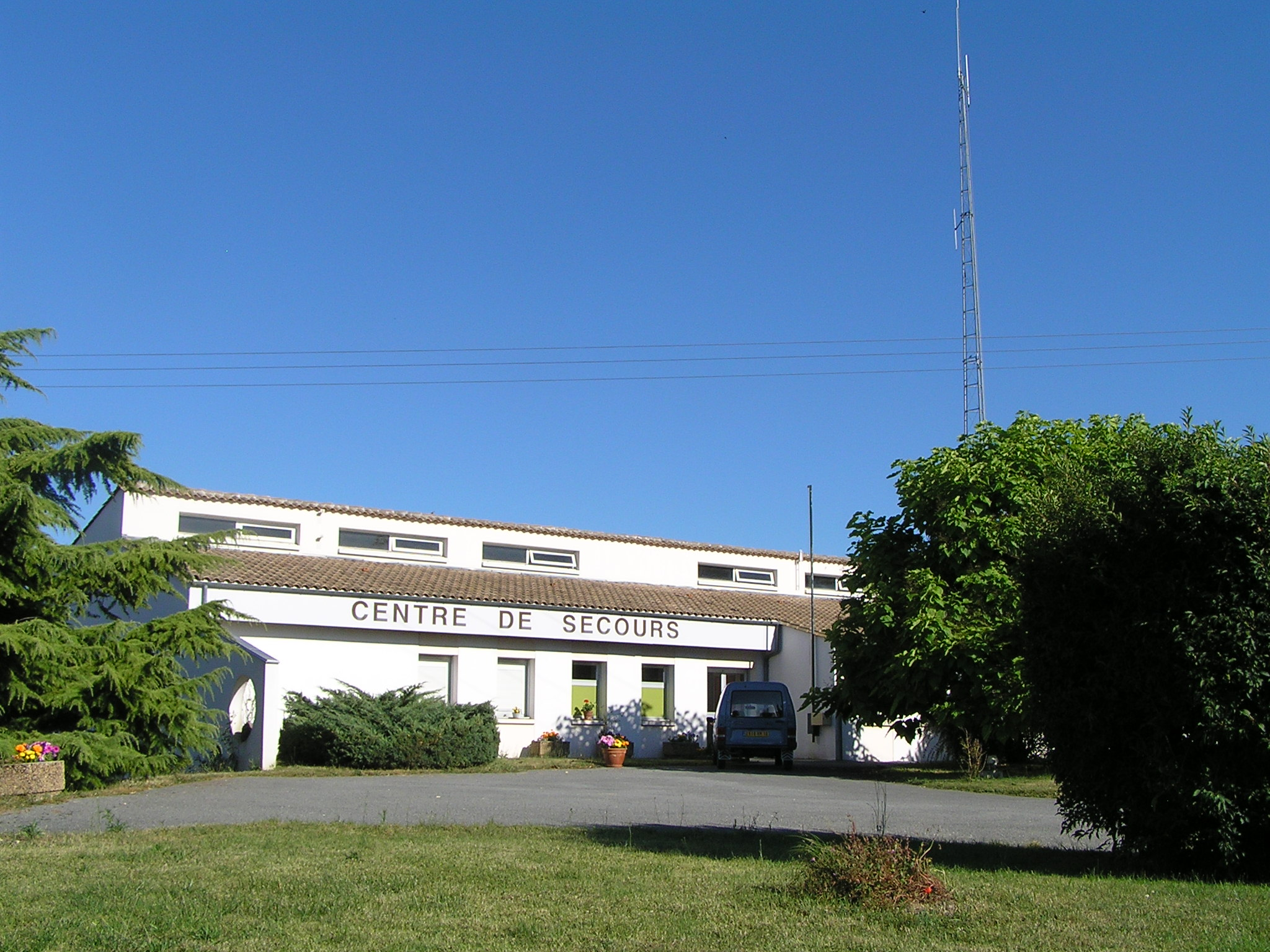
Centre de secours.

### Sports

#### Cyclisme
Le cyclisme est très implanté à Aigre, le club s'appelle désormais l'ACJAR, il organise plusieurs courses amateurs dans le nord-ouest de la Charente dont le Critérium de Villejésus et le Tour du pays d'Aigre. En 2010, le club organise, avec la fédération française handisport, le championnat de France de cyclisme handisport sur la commune de Saint-Fraigne.
La commune avait déjà été traversée par le Tour de France mais pour la première fois, Aigre a connu en 2009, l'arrivée de la 1re étape du 23e Tour du Poitou-Charentes et la victoire d'Anthony Ravard, le mardi 25 août 2009. Le départ de la seconde étape a eu lieu le lendemain à Rouillac.
Le cyclotourisme n'est pas en reste puisque le CC Aigrinois organise entre autres une randonnée bisannuelle la Coco Trainaud dont la dernière épreuve se déroula le 12 mai 2013, elle porte le nom d'un ancien coureur qui a fait beaucoup pour le cyclisme local.

#### Football
Le football reste un sport important dans la commune avec un club fondé en 1902 qui participa au championnat USFSA des Charentes avant la Première Guerre mondiale. Par la suite, le club resta longtemps au niveau régional et fut en 1968 au palmarès du Challenge de la ligue du Centre-Ouest.

#### Handball
Le club de handball féminin a vu le jour dans les années 1990.

## Culture locale et patrimoine

### Lieux et monuments

#### Patrimoine religieux
L'église paroissiale Saint-Pierre d'Aigre : l'église primitive a été construite en 1620. Reconstruite au bord de l'Aume, en 1868, sur les plans de l'architecte Alexandre Tessier, elle s'affaissa en 1870 et fut rebâtie de 1874 à 1877 sur pilotis. Le clocher à flèche en maçonnerie a été achevé en 1882,. En 1905, les bas-côtés commencèrent à s'écarter du vaisseau central. En 1936 et en 1982, d'importants travaux de consolidation furent entrepris. En 2010, des verrières furent garnies de nouveaux vitraux.
L'église paroissiale Notre-Dame de Villejésus date initialement du XIIe siècle et était une ancienne commanderie hospitalière. Elle a été détruite et restaurée à deux reprises, aux XVIIe et XIXe siècles.

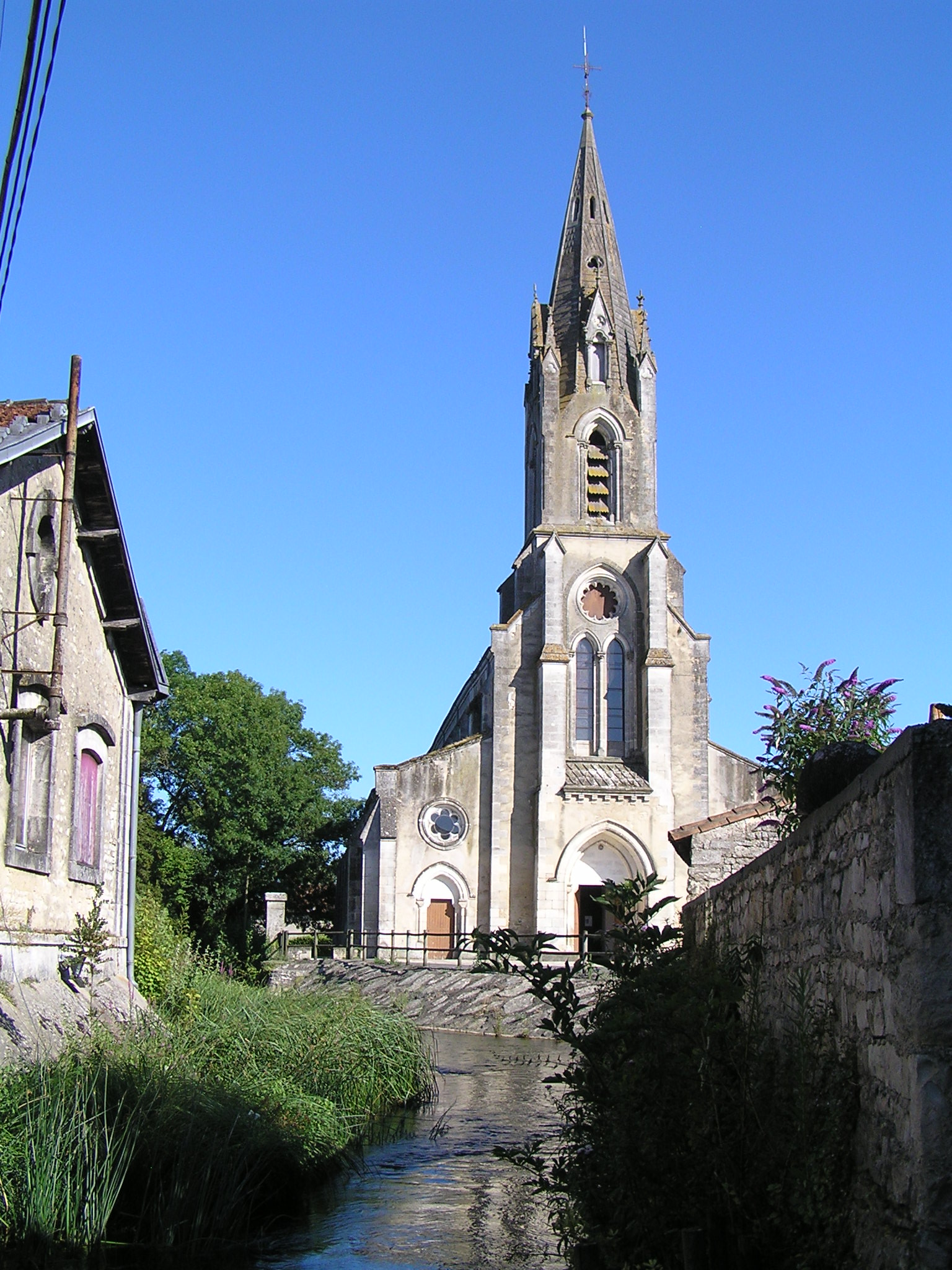
L'église Saint-Pierre
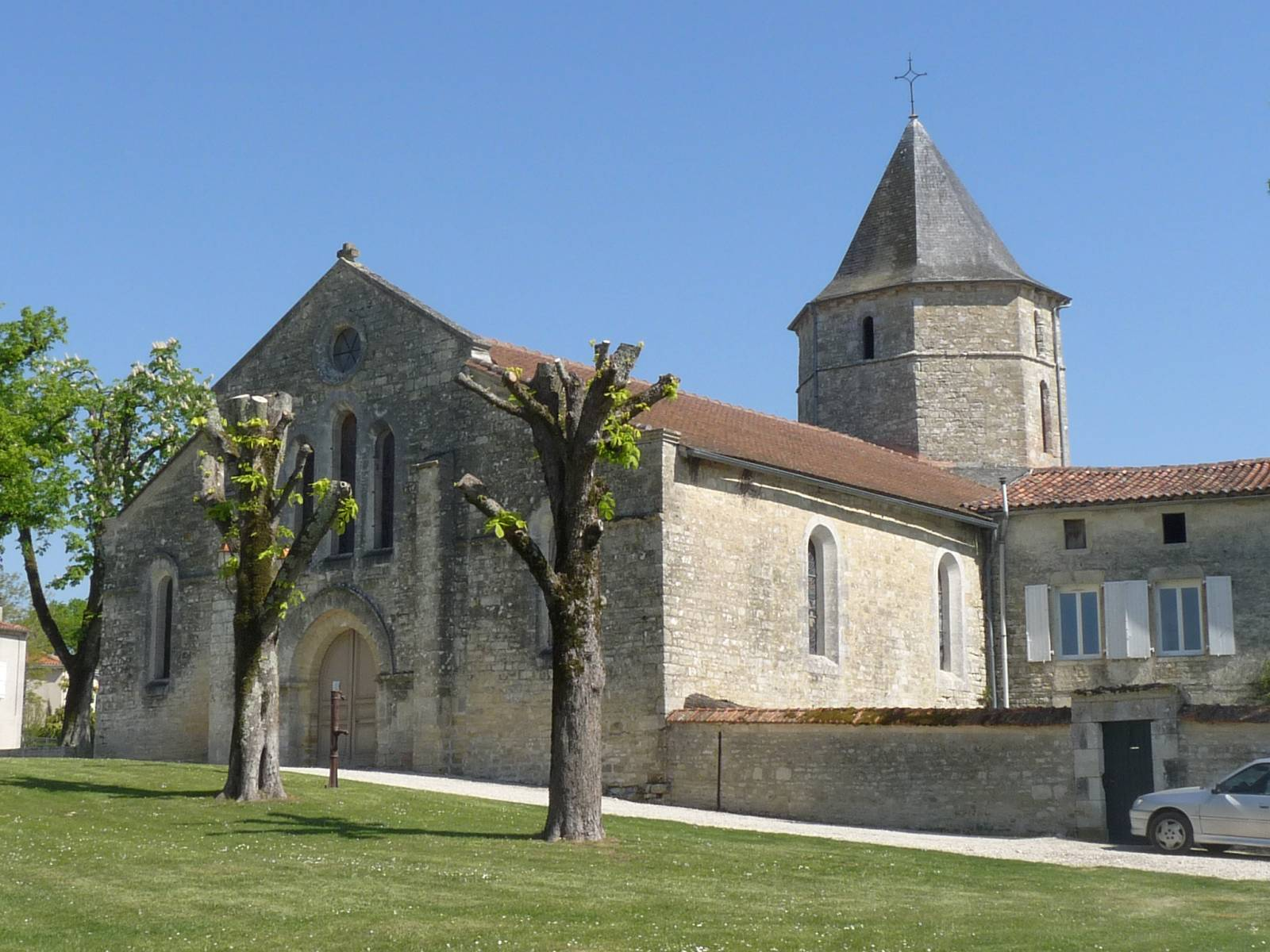
L'église Notre-Dame

#### Patrimoine civil
Rue des Planches et le long de la D 736, deux maisons du XIXe siècle possèdent chacune pigeonnier et lavoir.
Le château situé au lieu-dit Crève-Cœur a été construit après 1870 à la place d'un château dont les bâtiments étaient disposés autour d'une cour carrée.
Plusieurs tumulus sont présents au lieu-dit la Pierre Rousse et sont répertoriés dans la liste des dolmens de Charente.
Des fermes, un logis et un château situé au bois d'Ambérac composent aussi le patrimoine architectural communal.

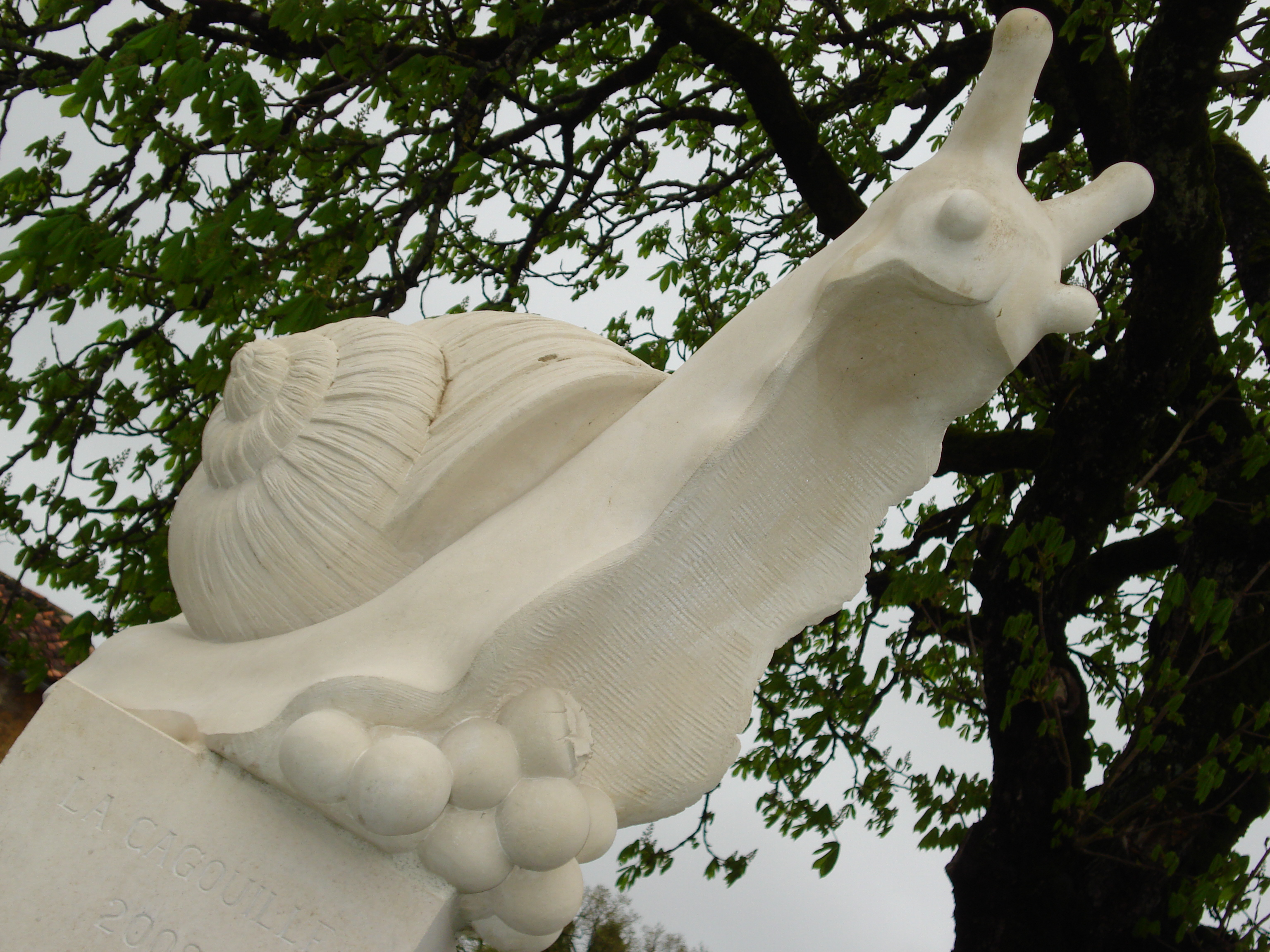
La cagouille, à Villejésus
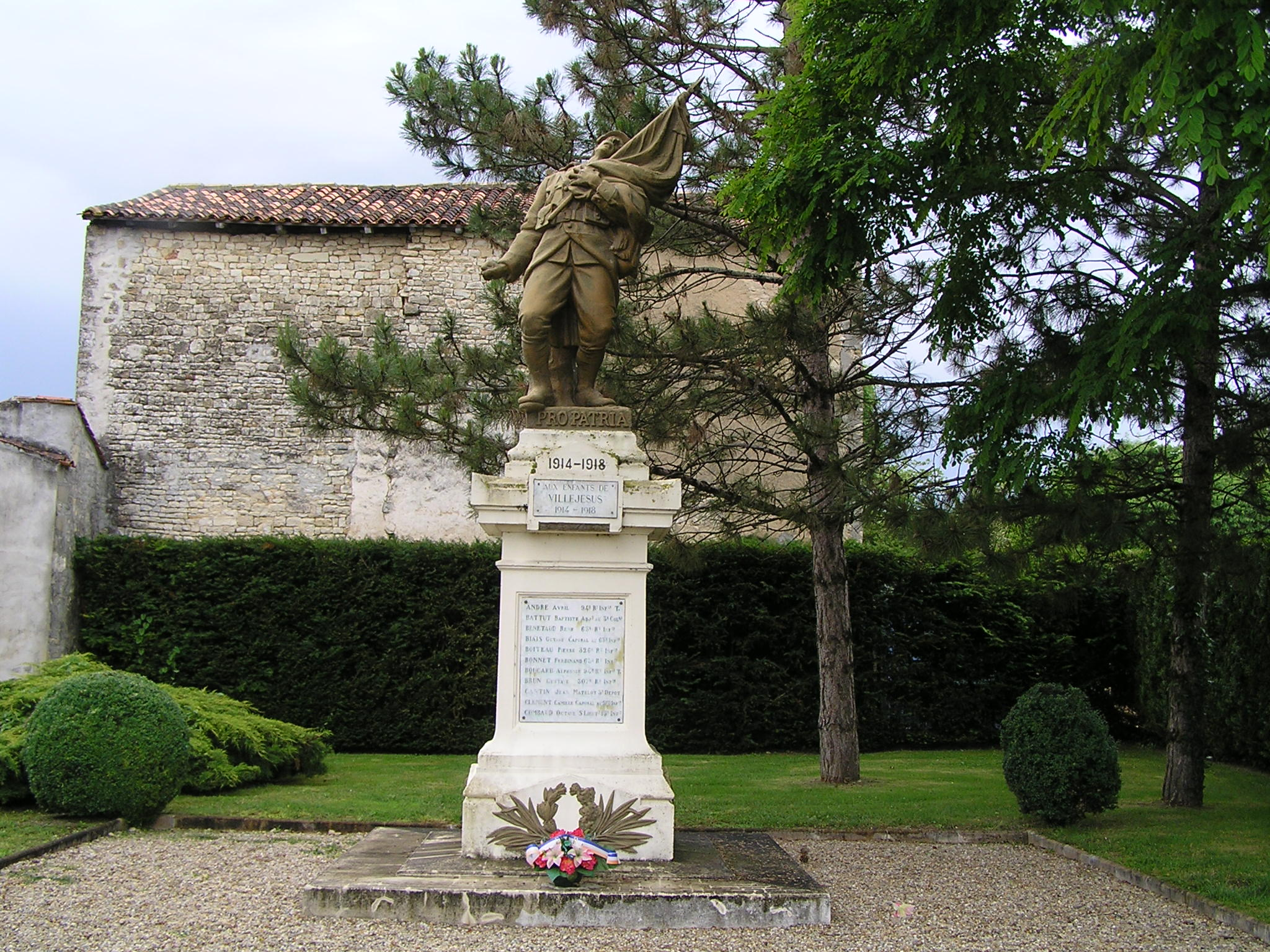
Le monument aux morts de Villejésus

### Personnalités liées à la commune
- Louis Gautier, homme politique né le 22 janvier 1810 à Aigre, mort le 26 janvier 1884 à Fouqueure.
- René François Gautier, homme politique né le 25 avril 1851 à Aigre et décédé le 30 août 1936 à Paris.
- Louis Gustave Chauveaud (1859-1933), botaniste français né à Aigre.
- Marc Mouclier (1866-1948), artiste français né à Aigre.
- Paul Flamand (1909-1998), éditeur français, cofondateur des éditions du Seuil, né à Aigre.
- Roger Carel (1927-2020), acteur français, est inhumé dans le caveau familial à Villejésus.

### Héraldique
| Blason | Blasonnement : D’or à la barre d’azur, à la grappe de raisin sommé d’un épi de mais senestré de deux épis de blé en bouquet, le tout aussi d’or brochant, à l’escargot du même à la coquille aussi d’azur brochant à dextre, ledit bouquet accompagné à senestre de treize gouttes ordonnées en arc de l’un en l’autre. |